# Il Diavolo (tarocchi)

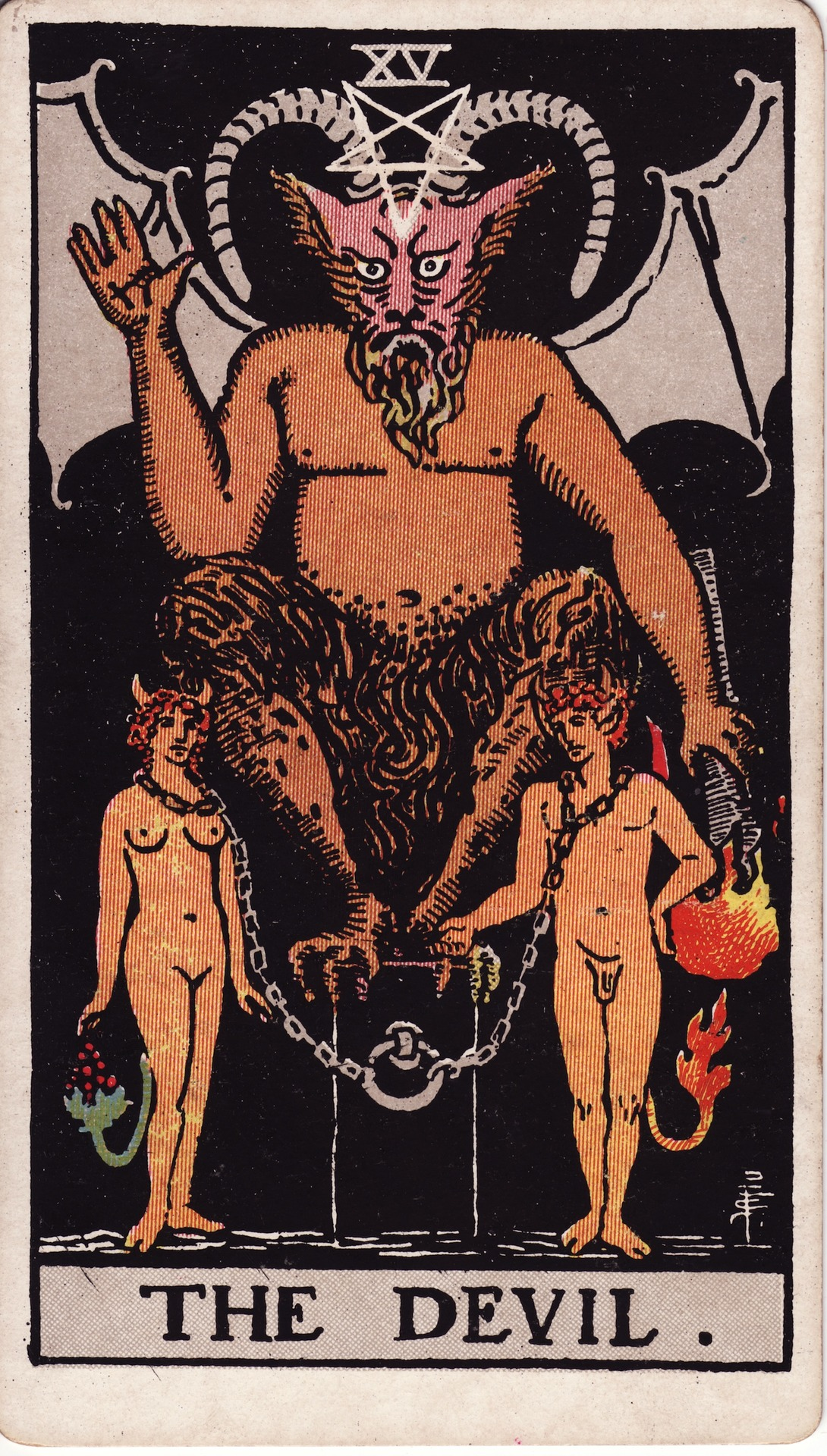
Il diavolo nei tarocchi Rider-Waite (1909).

Il Diavolo è la quindicesima carta degli arcani maggiori dei tarocchi.

## Rappresentazioni
Nei mazzi più antichi, come i mazzi Visconti-Sforza, le lame con l'immagine del diavolo sono andate perse, per cui non vi è alcun riferimento iconografico su come potesse essere rappresentato in origine.
Vi sono rappresentate tre figure in piedi. In mezzo, su un piedistallo, vi è il diavolo con tutte le caratteristiche tipiche (ali di pipistrello, piedi caprini, testa cornuta), questa figura è un ermafrodito perché ha gli organi sessuali maschili ma al tempo stesso i seni sviluppati. Le due figure sono un uomo e una donna rappresentati nudi legati da una catena per il collo al piedistallo.

## Simbolismi
La simbologia è semplice, due persone di sesso diverso si fronteggiano e sono legati all'altare del demonio che regna su di loro.

## Significato
È la carta che rappresenta la lussuria, la debolezza umana verso gli eccessi, la seduzione, gli istinti più selvaggi ma soprattutto il legame inconscio a sentimenti istintivi e deleteri.
Può indicare a volte semplicemente una forte arrabbiatura o nei consulti per l'amore, una grande carica erotica ma in senso negativo, come una carica che porta solo all'aspetto peggiore delle cose.